# Bohuslav z Chuchel
Bohuslav z Chuchel († asi 1264/5) byl lichtenburským purkrabím mezi lety 1257 až 1264. Vlastnil ves Slavkovice, kterou v roce 1264 daroval klášteru ve Žďáru. Také měl spolu s manželkou Ozanou a svými bratry Bartolomějem a Bodislavem v manském držení ves Pohled. Zemřel pravděpodobně mezi lety 1264 a 1265.